# タヴェルニー
タヴェルニー （Taverny）は、フランス、イル＝ド＝フランス地域圏、ヴァル＝ドワーズ県のコミューン。モンモランシーの森の端に位置する。20世紀に入ってから、小さな村落であったタヴェルニーは急速に成長して、現在は人口25,000人を超える都市となった。フランス空軍の第921タヴェルニー空軍基地がある。フランス軍の核抑止力部隊の中心は森の中の旧石切り場内にあったが、現在は廃止されている。

## 地理
パリの北西約20km地点にある。コミューンの南半分は標高55mから90mのモンモランシー谷で都市化されているが、北半分は標高90mから188mでほとんどが森林である。

## 歴史
ガロ＝ローマ時代の名はTaberniacumであった。754年、ピピン3世の憲章によってサン＝ドニ修道院がタヴェルニーを所有した。
1806年6月の法令により、コミューンであったタヴェルニーはクレール＝フォンテーヌ・シ＝ドゥヴァン・サン＝ルー（Claire-Fontaine cy-devant Saint-Leu）と合併しサン＝ルー＝タヴェルニーとなった。1915年、再度コミューンは分離され、タヴェルニーは単独のコミューンとなった。
19世紀初頭、タヴェルニーとベッサンクールの広大な石切り場では石膏が切り出されていた。鉄道駅に近接するという好条件のため、第二次世界大戦中にドイツに占領された時代には、ドイツ空軍の基地内に石切り場が設けられ弾薬製造に利用されていた。1946年、フランス空軍はこの基地を石切り場へ転用した。1957年、空軍の防衛管理部門が第921タヴェルニー空軍基地へ移転し、1961年には司令部と航空防衛部門が、1963年には航空防衛戦略部門が移転した。

## 交通
- 道路 - A115
- 鉄道 - トランジリアンH線(パリ北駅発着)、タヴェルニー駅

## 姉妹都市
- リュディングハウゼン、ドイツ
- セドルツァニ、チェコ

## 関係者
出身者
居住その他ゆかりある人物
- ジャクリーヌ・ロバン（ピアノ奏者） - 居住死去